# Роберто Бордін
Роберто Бордін (італ. Roberto Bordin, нар. 10 січня 1965, Ез-Завія, Лівія) — італійський футболіст, що грав на позиції півзахисника. По завершенні ігрової кар'єри — тренер.

## Ігрова кар'єра
Народився 10 січня 1965 року в родині італійців в місті Ез-Завія, Лівія, де батько працював механіком, але незабаром переїхав з сім'єю до Лігурії, в Санремо, де почав грати у футбол і став вихованцем футбольної школи клубу «Санремезе». Дорослу футбольну кар'єру розпочав 1982 року в основній команді того ж клубу, в якій провів два сезони, взявши участь у 42 матчах Серії С1.
Згодом з 1984 по 1989 рік грав у складі нижчолігових команд «Таранто», «Парма» та «Чезена», вийшовши з останньою до Серії А в 1987 році, де і дебютував 13 вересня в грі з «Наполі» (0:1).
Своєю грою за останню команду привернув увагу представників тренерського штабу «Аталанта», до складу якого приєднався 1989 року. Відіграв за бергамський клуб наступні чотири сезони своєї ігрової кар'єри у вищому дивізіоні. Більшість часу, проведеного у складі «Аталанти», був основним гравцем команди. 1993 року головний тренер клубу Марчело Ліппі перейшов на роботу в «Наполі», куди взяв з собою і Бордіна. У складі неаполітанців Бордін провів наступні чотири роки своєї кар'єри гравця і доходив до фіналу Кубка Італії 1997 року.
Сезон 1997/98 став останнім для Бордіна у Серії А, де він виступав у складі «П'яченци», врятувавши її від вильоту, після чого виступав у командах нижчих дивізіонів «Трієстина», «Спеція» та «Віченца», завершивши професійну ігрову у 2005 році.

## Кар'єра тренера
Розпочав тренерську кар'єру відразу ж по завершенні кар'єри гравця, 2005 року, увійшовши до тренерського штабу Андреа Мандорліні в «Болоньї» і разом з цим фахівцем пропрацював наступні 10 років, змінивши у тандемі шість команд. Разом вони привели до требла (чемпіонат, кубок та суперкубок) румунський клуб «ЧФР Клуж» в 2010 році.
У березні 2016 році Роберто Бордін почав свою самостійну тренерську кар'єру, очоливши «Трієстину» з Серії D, яку врятував від вильоту.
5 жовтня 2016 року очолив молдовський «Шериф». Вже в свій дебютний сезон Бордін повернув команді звання чемпіона країни, а також виграв разом з нею Кубок і Суперкубок Молдавії. У наступному сезоні Бордін вивів «Шериф» в груповий раунд Ліги Європи і знову став чемпіоном країни. 24 квітня 2018 року за сімейними обставинами подав у відставку з поста головного тренера «Шерифа».
8 червня 2018 року, підписавши дворічний контракт, став головним тренером азербайджанського клубу «Нефтчі», , який очолював до 2020 року.
У 2021 році був головним тренером збірної Молдови.

## Титули і досягнення

### Як тренера
- Чемпіон Молдови (3):

«Шериф»: 2016-17, 2017, 2022-23
- Володар Кубка Молдови (2):

«Шериф»: 2016-17, 2022-23

### Особисті
- Футбольний тренер року в Молдові: 2016—2017[5]